# Mikuláš IV. Frankopan
Mikuláš IV. Frankopan nebo také Frankapan (chorvatsky Nikola IV. Frankapan, latinsky Nicolaus de Frangepanibus, maďarsky Frangepán Miklós, * 1360 – 26. června 1432, podle jiných zdrojů po roce 1352–1432) byl chorvatský šlechtic, krcký kníže z rodu Frankopanů. V letech 1426–1432 působil jako chorvatsko-dalmatský bán.

## Životopis
Narodil se jako syn Jana V. Krckého a Anny Gorické. Byl jedním z nejmocnějších členů rodu a také prvním, který přijal příjmení Frankopan. Jeho současníci mu říkali „kníže Mikula“. 
Po otcově smrti v roce 1393 zdědil rodové statky, které spravoval společně se svou matkou Annou. Byl je knížetem krckým a modrušským a král Zikmund ho potvrdil jako knížete ostrova Rab. Mikuláš rozšířil svůj majetek koupí Ribniku u Ozalje za 9 000 dukátů od Mikko Prodaviče a král mu v roce 1397 za 17 000 dukátů předal město Ozalj. 
V době dynastických nepokojů v Chorvatsku a Uhrách se Mikuláš dočasně připojil k Ladislavu Neapolskému, ale v roce 1403 ho král Zikmund vzal opět na milost. V roce 1404 ho Rábští zvolili doživotním knížetem a od krále dostal města Ozalj a Klokoč.

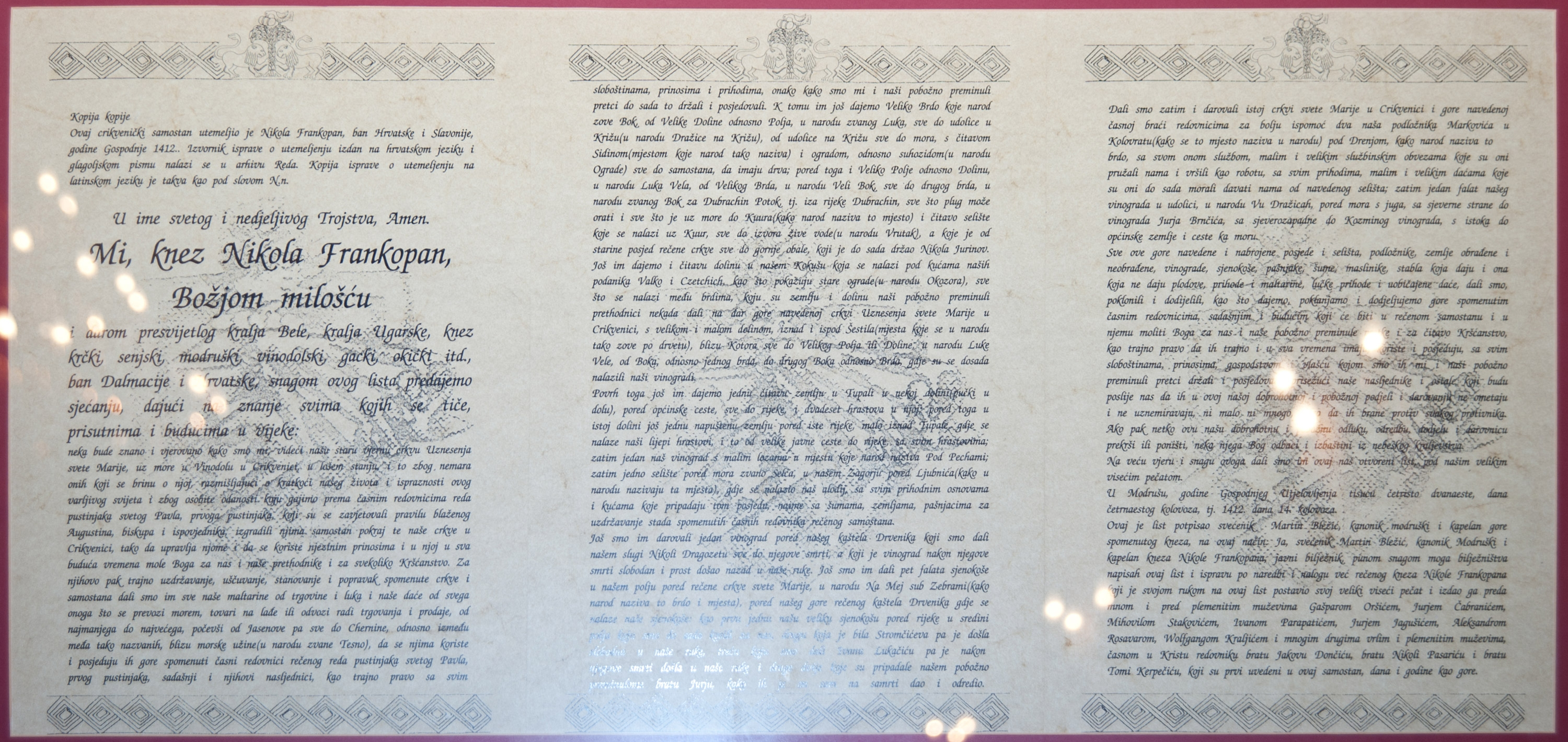
Dokument o založení crikvenického kláštera Mikulášem Frankopanem z roku 1412. Originál dokumentu je napsán v chorvatštině a hlaholici.

S knížetem Ivanišem Nelipčićem uzavřel spojenectví namířené proti Ladislavovi Neapolskému, což bylo roku 1411 potvrzeno zasnoubením Mikulášova syna Jana VI. s Ivanišovou dcerou Kateřinou. Ve stejném roce vykonal Mikuláš pouť do Svaté země. V roce 1412 nechal přestavět kostel Panny Marie v Crikvenici, podle kterého bylo město pojmenováno. Ke kostelu nechal postavit klášter, do kterého přivedl paulíny. Darovací listina ze 14. srpna 1412, jíž Mikuláš IV. daroval modrušský klášter paulínům, je nejstarším písemným pramenem, který uvádí jméno Crikvenica. Klášterní budova spojovala okolní rozptýlené rybářské osady v jednu. Proto je považován za zakladatele dnešního města Crikvenice.
Za chorvatsko-uherských válek proti Benátkám v letech 1411–1413 podporoval krále Zikmunda, který mu v roce 1412 potvrdil vlastnictví Krku. Během druhé benátské války (1418–1420) byl jeho majetek zpustošen a brzy došlo ke střetu s hrabaty z Celje, kteří mu s odkazem na věno neteře Alžběty odňali část ostrovů Krk, Trsat, Bakar a Bribir. Konflikt byl vyřešen u budínského soudu v roce 1424 a sporné majetky zůstaly v majetku rodiny Frankopanů. 
V roce 1426 se Mikuláš stal chorvatsko-dalmatským banem. Král Zikmund mu za 28 000 dukátů dal do zástavy města Bihać s okolím, Sokol, Ripač, Čoku, Rmanj, Knin, Lab, Vrliku, Ostrovici a Skradin a Luckou župu, celou Poljici a všechny královské Vlachy v Chorvatsku za 28 tisíc dukátů, a v roce 1431 potvrdil prodej těchto majetků za 14 000 dukátů. Král mu postoupil prakticky vše, co v té době v Chorvatsku měl, a jediné, co mu nedal, bylo dědictví rodů Nelipčićů a Kurjakovićů.
V roce 1428 přijal příjmení Frankopan a při své návštěvě Říma v roce 1430 papež Martin V. potvrdil nebo uznal jeho příbuznost se starým římským patricijským rodem Frangipana, který se odvolával na starověký původ z rodu Anicia a schválil změnu rodového erbu, aby zvýraznil tuto údajnou příbuznost.  Důraz na příbuzenství s římskými patriciji byl tehdy módou.
Mikuláš IV. během svého života sjednotil všechny rodové statky Frankopanů a dovedl moc svého rodu k vrcholu. Po jeho smrti jeho rozvětvení potomci rozdělili rodové statky mezi osm rodových linií a od té doby začal úpadek frankapské moci.

## Manželství a rodina
Mikuláš byl třikrát ženatý.Jeho manželkami byly:
- Dorotea Gorjanská (1405), dcera Mikuláše I. Gorjanského, sestra palatina Mikuláše II. Gorjanského,[4]
- Marta Ilocká (dcera Mirka Ilockého, bána z Mačvy a sestřenice budoucího mocného slavonského bána a bosenského krále Mikuláše Ilockého) a Blanky Sforzové.
- Měl celkem jedenáct dětí, jejichž potomci vytvořili několik významných větví rodu ( Cetinski, Ozaljski, Tržački a Slunjski): [ujasnit] [9]

- Jan VI. (1405–1436), chorvatský bán
- Mikuláš V. († 1456)
- Štěpán III. (II.) Modrušský (konec 14. nebo začátek 15. stol. – po roce 1484)
- Jiří (zmínka z roku 1416)
- Bartoloměj IX. († okolo roku 1458)
- Zikmund († 1465)
- Martin IV. (1415–1479)
- Kateřina (zmínka z roku 1416)
- Dujam IV. (1416–1487)
- Ondřej I. (1434–1439)
- Jan VII. Krcký (asi 1424 – asi 1486)